# Renneville (Ardennes)
Pour les articles homonymes, voir Renneville.
Renneville est une commune française, située dans le département des Ardennes en région Grand Est.

## Géographie

### Communes limitrophes
|                  | Rozoy-sur-Serre (Aisne) |              |
| Berlise (Aisne)  | Renneville              | Fraillicourt |
| Le Thuel (Aisne) | Sévigny-Waleppe         | Seraincourt  |

### Hydrographie
La commune est dans la région hydrographique « la Seine du confluent de l'Oise (inclus) à l'embouchure » au sein du bassin Seine-Normandie. Elle est drainée par le Hurtaut, le Fond de Sénicourt, le Fossé Dela Fontaine au Mai et le Fossé de la Côte du Gros Arbre,.
L'Hurtaut, d'une longueur de 38 km, prend sa source dans la commune de Signy-l'Abbaye, à 235 mètres d'altitude, et se jette  dans la Serre à Chaourse, après avoir traversé 17 communes.

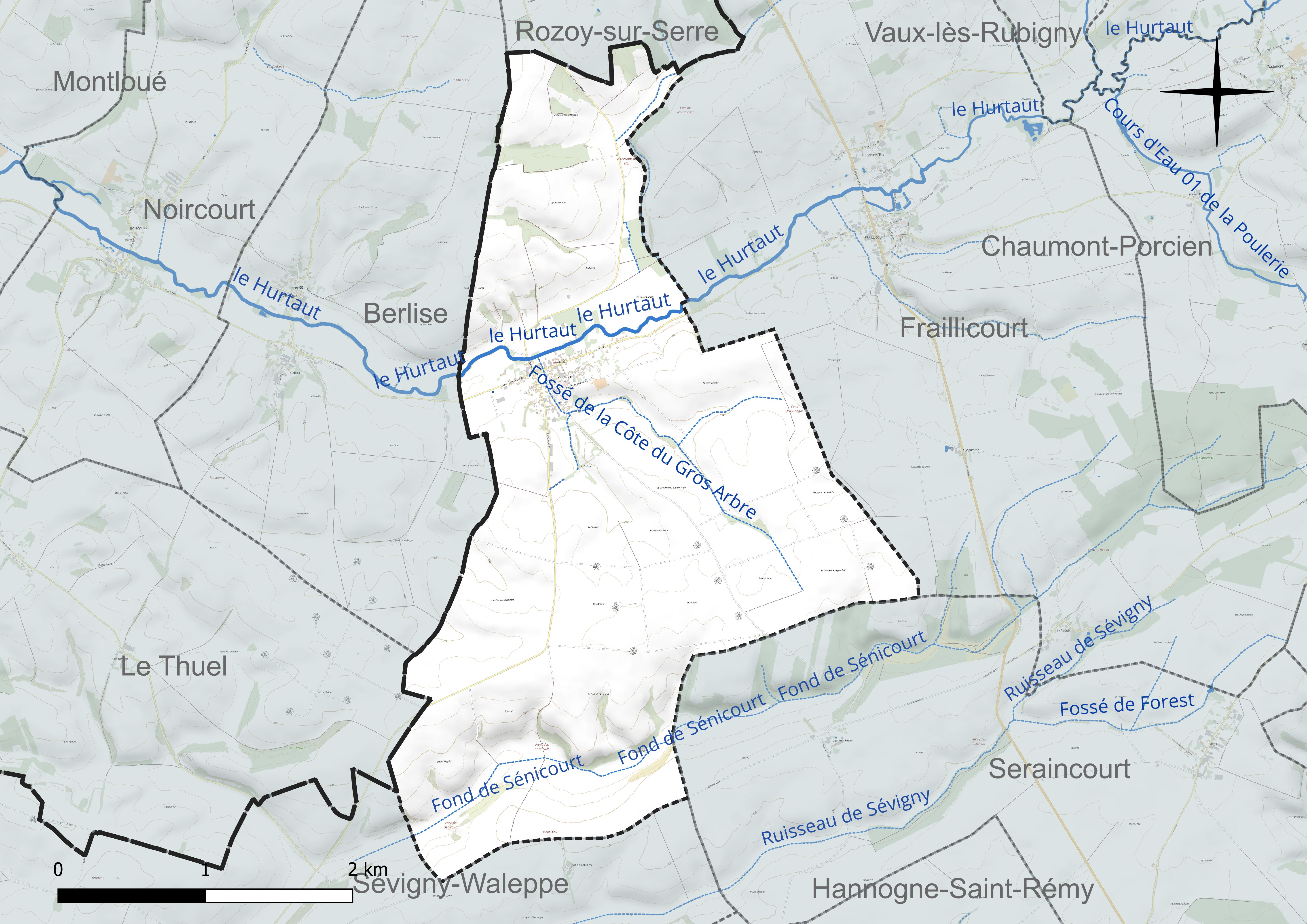
Réseau hydrographique de Renneville.

### Climat
Pour des articles plus généraux, voir Climat du Grand Est et Climat des Ardennes.
En 2010, le climat de la commune est de type climat des marges montargnardes, selon une étude du Centre national de la recherche scientifique s'appuyant sur une série de données couvrant la période 1971-2000. En 2020, Météo-France publie une typologie des climats de la France métropolitaine dans laquelle la commune est exposée à un climat océanique altéré et est dans la région climatique Nord-est du bassin Parisien, caractérisée par un ensoleillement médiocre, une pluviométrie moyenne régulièrement répartie au cours de l’année et un hiver froid (3 °C).
Pour la période 1971-2000, la température annuelle moyenne est de 10,3 °C, avec une amplitude thermique annuelle de 15,1 °C. Le cumul annuel moyen de précipitations est de 842 mm, avec 12,5 jours de précipitations en janvier et 9,3 jours en juillet. Pour la période 1991-2020, la température moyenne annuelle observée sur la station météorologique de Météo-France la plus proche, « Banogne-Recouvrance », sur la commune de Banogne-Recouvrance à 10 km à vol d'oiseau, est de 11,1 °C et le cumul annuel moyen de précipitations est de 773,4 mm. 
La température maximale relevée sur cette station est de 40,8 °C, atteinte le 25 juillet 2019 ; la température minimale est de −14 °C, atteinte le 10 janvier 2003,,.
Les paramètres climatiques de la commune ont été estimés pour le milieu du siècle (2041-2070) selon différents scénarios d'émission de gaz à effet de serre à partir des nouvelles projections climatiques de référence DRIAS-2020. Ils sont consultables sur un site dédié publié par Météo-France en novembre 2022.

## Urbanisme

### Typologie
Au 1er janvier 2024, Renneville est catégorisée commune rurale à habitat dispersé, selon la nouvelle grille communale de densité à 7 niveaux définie par l'Insee en 2022.
Elle est située hors unité urbaine. Par ailleurs la commune fait partie de l'aire d'attraction de Reims, dont elle est une commune de la couronne,. Cette aire, qui regroupe 294 communes, est catégorisée dans les aires de 200 000 à moins de 700 000 habitants,.

### Occupation des sols
L'occupation des sols de la commune, telle qu'elle ressort de la base de données européenne d’occupation biophysique des sols Corine Land Cover (CLC), est marquée par l'importance des territoires agricoles (96,1 % en 2018), une proportion identique à celle de 1990 (96,1 %). La répartition détaillée en 2018 est la suivante : 
terres arables (92,3 %), zones urbanisées (3,8 %), zones agricoles hétérogènes (3,4 %), prairies (0,5 %), forêts (0,1 %). L'évolution de l’occupation des sols de la commune et de ses infrastructures peut être observée sur les différentes représentations cartographiques du territoire : la carte de Cassini (XVIIIe siècle), la carte d'état-major (1820-1866) et les cartes ou photos aériennes de l'IGN pour la période actuelle (1950 à aujourd'hui).

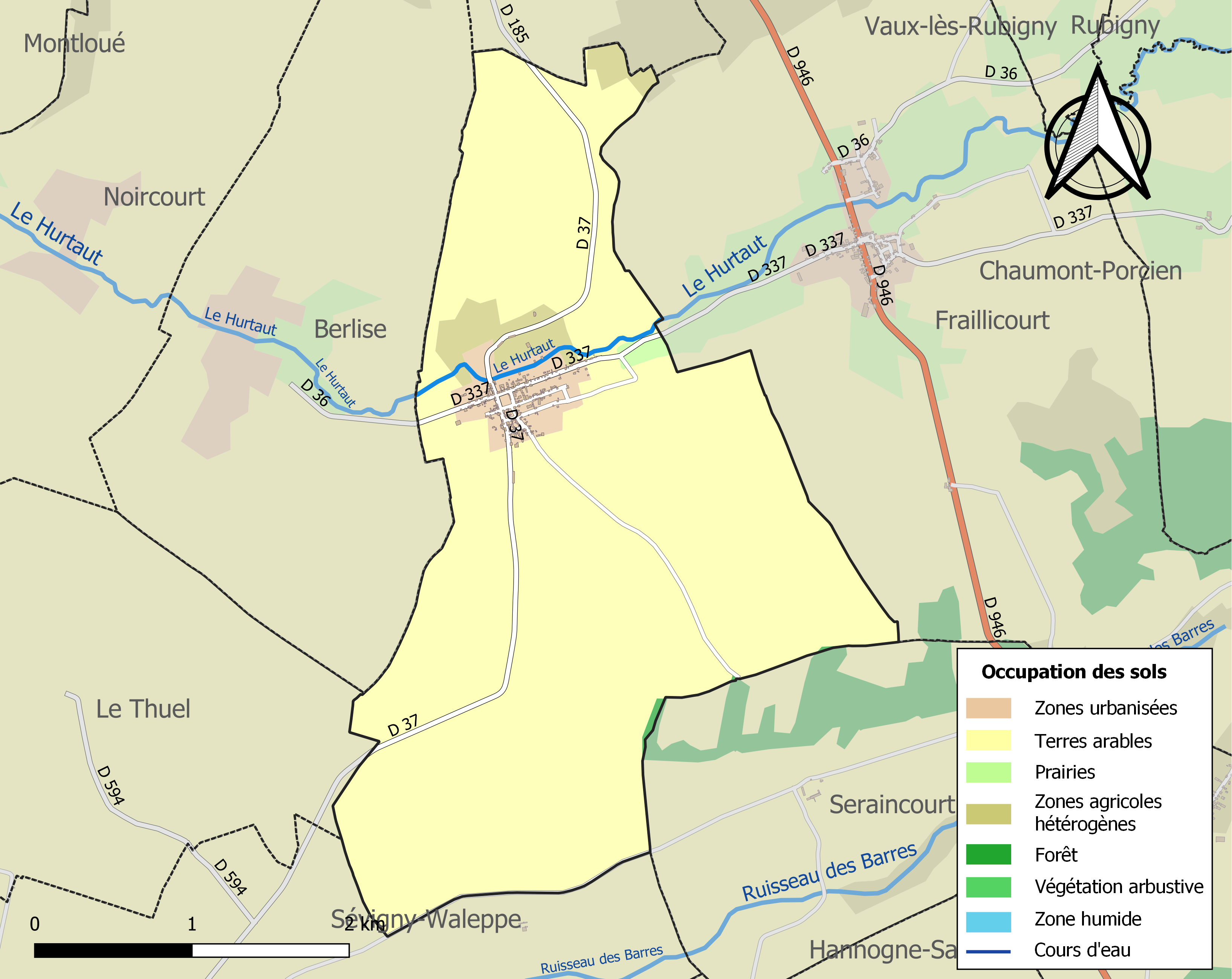
Carte des infrastructures et de l'occupation des sols de la commune en 2018 (CLC).

## Toponymie
Le nom de la localité est attesté sous les formes Raineville vers 1300, de Ranavilla avant 1312

## Héraldique
| Blason de Renneville (Ardennes) | Blason  | De gueules à la bande d’argent chargée de trois roses du champ et accompagnée d’une roue d’or en chef et d’une fleur de lis du même en pointe. |
| Blason de Renneville (Ardennes) | Détails | Le statut officiel du blason reste à déterminer.                                                                                               |

## Politique et administration
| Période                                  | Période                   | Identité                                  | Étiquette | Qualité          |
| ---------------------------------------- | ------------------------- | ----------------------------------------- | --------- | ---------------- |
| Les données manquantes sont à compléter. |                           |                                           |           |                  |
| avant 1995                               | ?                         | Paul Caneaux                              |           |                  |
| mars 2001                                | mars 2008                 | Jacques Bonnaire                          |           |                  |
| mars 2008                                | 28 mars 2014              | Yves Brédy                                |           |                  |
| 28 mars 2014                             | 30 mai 2014               | Philippe Dumange                          |           | Maire provisoire |
| 30 mai 2014                              | En cours (au 25 mai 2020) | Yves Brédy Réélu pour le mandat 2020-2026 |           |                  |

Le conseil municipal réuni le 28 mars 2014 à la suite des élections municipales de 2014 n'a pu élire de maire, aucun candidat ne se proposant. La commune est alors administrée par Philippe Dumange, seul conseiller municipal qui n'ait pas démissionné, dans l'attente de nouvelles élections organisées les 18 et 25 mai 2014, qui aboutissent à l'élection d'Yves Brédy, maire pendant le village 2008-2014.

## Démographie
L'évolution du nombre d'habitants est connue à travers les recensements de la population effectués dans la commune depuis 1793. Pour les communes de moins de 10 000 habitants, une enquête de recensement portant sur toute la population est réalisée tous les cinq ans, les populations de référence des années intermédiaires étant quant à elles estimées par interpolation ou extrapolation. Pour la commune, le premier recensement exhaustif entrant dans le cadre du nouveau dispositif a été réalisé en 2008.

En 2022, la commune comptait 192 habitants, en évolution de −7,69 % par rapport à 2016 (Ardennes : −2,97 %, France hors Mayotte : +2,11 %).
| 1793 | 1800 | 1806 | 1821 | 1831 | 1836 | 1841 | 1846 | 1851 |
| ---- | ---- | ---- | ---- | ---- | ---- | ---- | ---- | ---- |
| 437  | 400  | 410  | 484  | 464  | 459  | 450  | 461  | 479  |

| 1866 | 1872 | 1876 | 1881 | 1886 | 1891 | 1896 | 1901 | 1906 |
| ---- | ---- | ---- | ---- | ---- | ---- | ---- | ---- | ---- |
| 446  | 440  | 402  | 418  | 382  | 404  | 406  | 390  | 392  |

| 1911 | 1921 | 1926 | 1931 | 1936 | 1946 | 1954 | 1962 | 1968 |
| ---- | ---- | ---- | ---- | ---- | ---- | ---- | ---- | ---- |
| 401  | 313  | 339  | 304  | 334  | 296  | 314  | 308  | 325  |

| 1975 | 1982 | 1990 | 1999 | 2006 | 2008 | 2013 | 2018 | 2022 |
| ---- | ---- | ---- | ---- | ---- | ---- | ---- | ---- | ---- |
| 294  | 248  | 206  | 235  | 212  | 206  | 206  | 198  | 192  |

## Lieux et monuments
- Église Saint-Nicolas de Renneville.

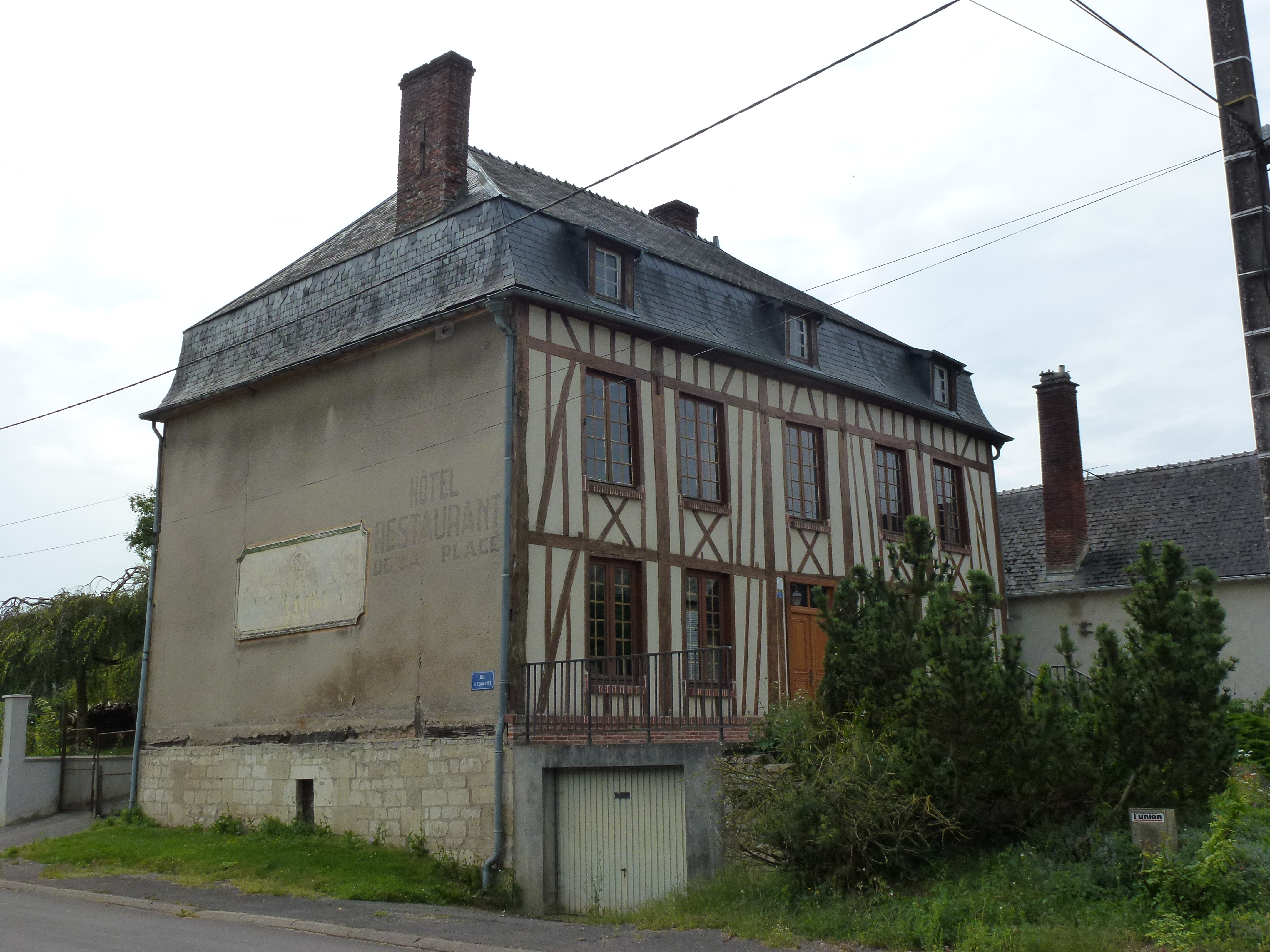
Ancienne auberge Le soleil luit pour tout le monde.
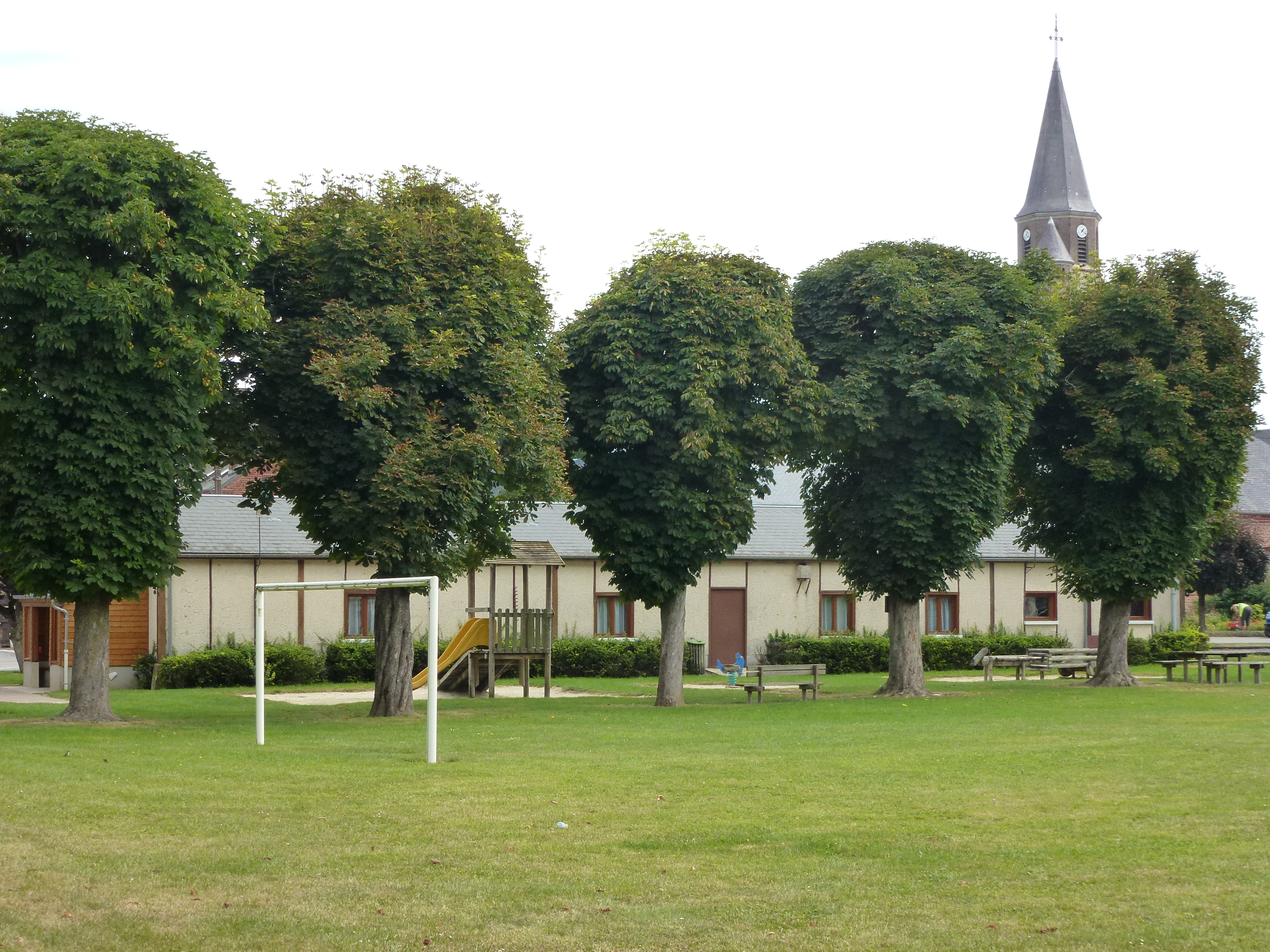
Salle des fêtes.
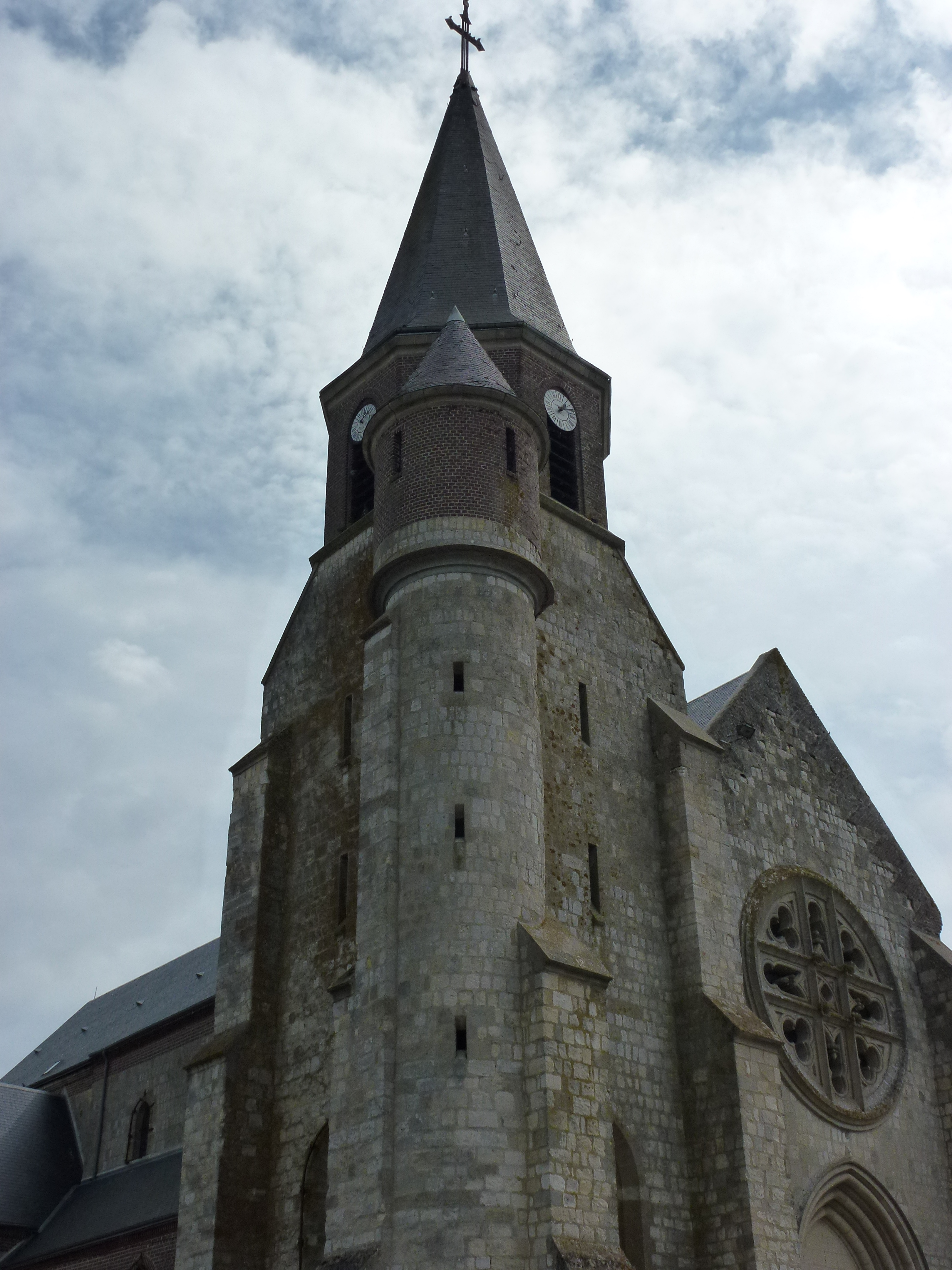
Église.
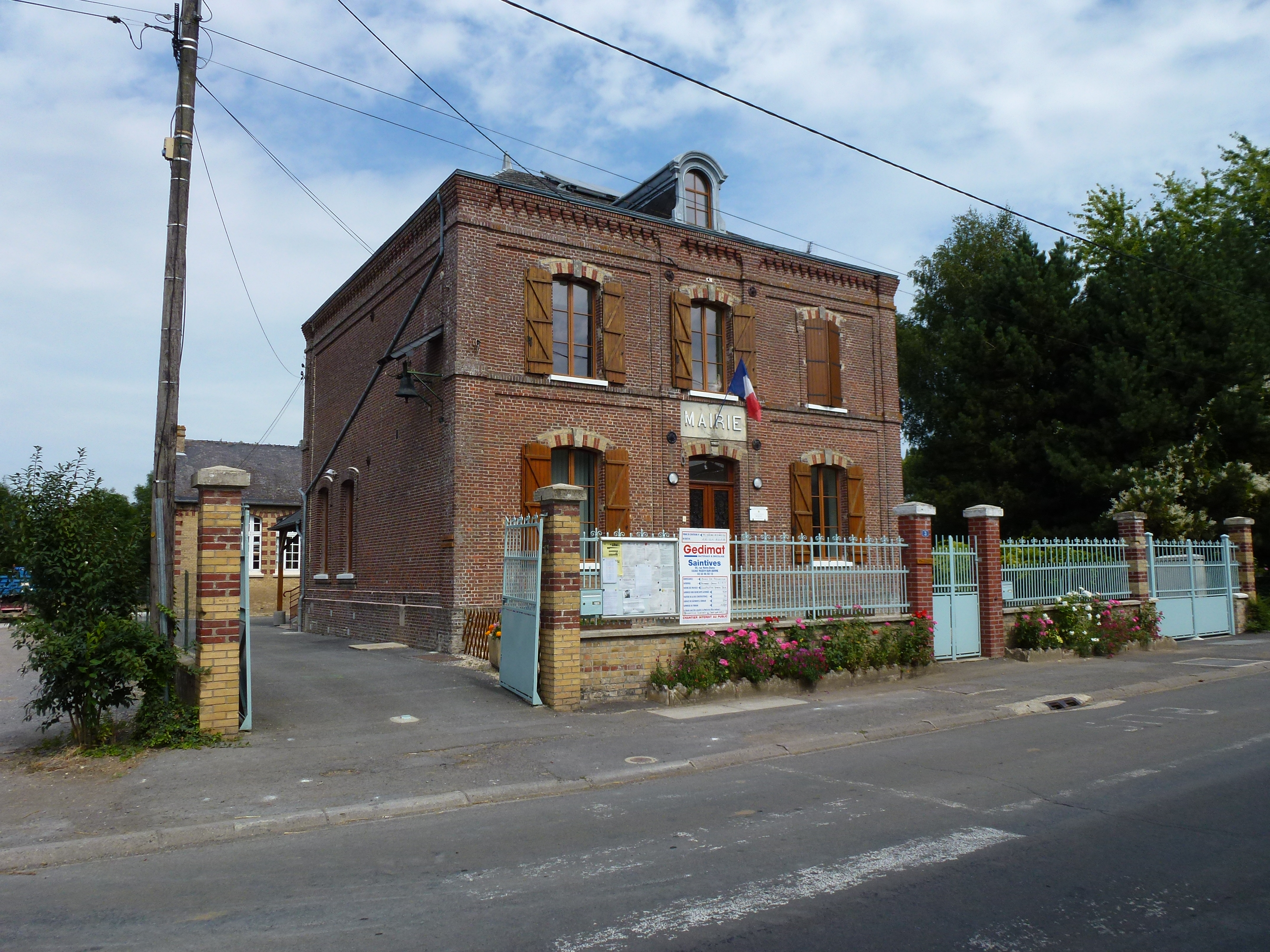
Mairie.
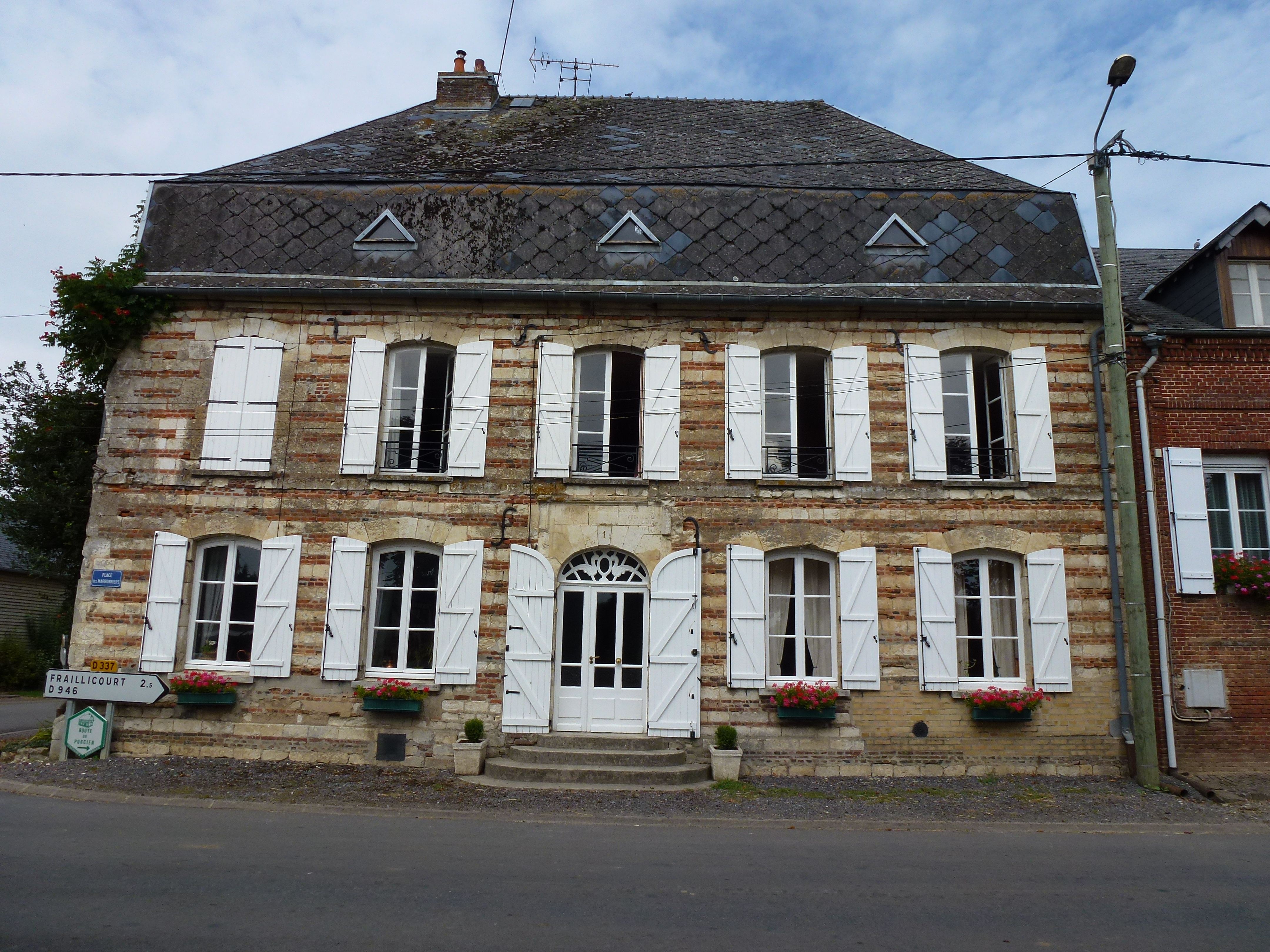
Ancien hôtel À la fleur de lys.

## Personnalités liées à la commune
Alexandre Lointier, notable local, qui légua à sa mort trente hectares à la commune reconnaissante. Il fut inhumé à la sortie du village où, dit-on, il souhaita reposer à l'endroit où son âne fut précédemment inhumé..Notes et références